# AODV
无线自组网按需平面距离向量路由协议（Ad hoc On-Demand Distance Vector Routing，AODV）是应用于無線隨意網路（也稱作無線Ad hoc網路）中进行路由选择的路由協議，它能够实现单播和多播路由。該協議是Ad Hoc網路中按需生成路由方式的典型協議。

## 實現技術
它是反應式路由協議，也就是說當向目的節點發送封包時，原節點才在網絡中發起路由查找過程，找到相應的路由。相反的，很多普通的網際網路路由協議都是先驗式的，也就是說它們查找路由是不依賴於路徑上的節點是否要發包，而是每個節點維護一張包含到達其它節點的路由信息的路由表。節點間通過周期性的交換路由信息來不斷更新自身的路由表，以便能夠及時的反映網絡拓撲結構和變化，以維護一致的、及時的、準確的路由信息。正如協議的名字所示，無線自組網按需平面距離矢量路由協議是一種平面距離矢量路由協議。
在AODV中，整個網絡都是靜止的除非有連接建立的需求。這就是說一個網絡節點要建立連接時才廣播一個連接建立的請求。其他的AODV節點轉發這個請求消息，並記錄源節點，和回到源節點的臨時路由。當接收連接請求的節點知道到達目的節點的路由時，就把這個路由信息按照先前記錄的回到源節點的臨時路由發回源節點。於是源節點就開始使用這個經由其他節點並且有最短跳數的路由。 當鏈路斷掉，路由錯誤就被回送給源節點，於是源節點就重新發起路由查找的過程。
該協議主要的複雜性在於為了保證網絡性能而減少消息數量。例如，每個路由請求都會有一個序號，節點使用這個序號以避免它們重複轉發這個路由請求。路由請求有一個「生存時間」數，這將減少他們被重傳的次數。還有就是如果路由請求失敗，其他的路由請求將會在先前的路由請求消息超時後的兩倍的「生存時間」之後，才被發送。

## 相關的路由協議
AODV对在这方面有多种解决方法。还有一种路由协议是动态源路由协议（DSR），这个路由协议充分最优化网络的通信量。另外就是优化的链路状态路由协议（OLSR）也是解决这方面问题。OLSR不断地收集节点之间能相互通信的数据，并对每个节点保持一个最优化的路由表。所以连接可以很快的建立。但是OLSR是一个相对比较大而且复杂，它要求大型复杂的计算机、很大的内存和计算。同时频繁进行网络其他节点的发现过程是一个巨大的负担。对于其他可选择的方法可以参照无线自组网协议列表。